# Madonna del Sasso
Madonna del Sasso (Bolèj in piemontese, Bulèj in lombardo) è un comune italiano sparso di 347 abitanti della provincia del Verbano-Cusio-Ossola, posto sulla parte occidentale del Lago d'Orta. Il suo nome deriva dall'omonimo Santuario, costruito tra il 1730 e il 1748.

## Storia
Creato con il regio decreto n. 174 del 29 gennaio 1928 che recita "Vittorio Emanuele III, per grazia di Dio e per volontà della Nazione Re d'Italia", decreta che "i comuni di Boleto e Artò, in provincia di Novara, sono riuniti in un unico comune denominato Madonna del Sasso con capoluogo Boleto."
L'unione dei due comuni ha creato problemi, scrive infatti Colombara:  "La sparizione delle due autonomie locali, punendo in misura maggiore Artò, con la perdita della sede municipale a favore di Boleto, ha provocato risentimenti tra i frazionisti, sfociati in proteste pubbliche durante i primi mesi dell'unificazione.
Ancora oggi, specie gli anziani, sottolineano tale forzatura burocratica, che non ha rispettato le originalità delle vecchie municipalità e tanto meno ha salvaguardato le particolarità dialettali, argomento evidenziato da vari testimoni come elemento di distinzione e di rispetto delle proprie radici."

## Monumenti e luoghi d'interesse
Nel comune è possibile visitare il santuario della Madonna del Sasso eretto su uno sperone granitico direttamente al di sopra del lago, il museo dello scalpellino, dedicato al lavoro nelle cave di granito bianco, e una macina per la pesta di noci, mele e canapa.

## Infrastrutture e trasporti
Il comune di Madonna del Sasso appartiene alla Provincia del Verbano-Cusio-Ossola, ma non è collegato a questa con nessuna strada. Per spostarsi negli altri comuni della provincia è necessario scendere ad Alzo di Pella (NO) per poi risalire a Cesara (VCO). La frazione di Piana dei Monti, che si trova geograficamente in Valsesia non è collegata invece con il capoluogo e con le altre frazioni del comune tramite strada; per raggiungerla, si deve passare per la Colma di Valpiana ed entrare in Provincia di Vercelli. Per questa frazione cambia anche il prefisso (0163) che è quello della zona di Borgosesia e della Valsesia.

## Società

### Evoluzione demografica
Abitanti censiti

## Amministrazione
| Periodo | Periodo  | Primo cittadino | Partito                                    | Carica  | Note |
| ------- | -------- | --------------- | ------------------------------------------ | ------- | ---- |
| 2004    | 2009     | Chiara Alliata  | lista civica Unione Democratica            | Sindaco |      |
| 2009    | 2014     | Alessio Strada  | lista civica Insieme per Madonna del Sasso | Sindaco |      |
| 2014    | in corso | Ezio Barbetta   | lista civica Unione Democratica            | Sindaco |      |

### Altre informazioni amministrative
Madonna del Sasso faceva parte della Comunità montana Due Laghi, Cusio Mottarone e Val Strona e aderisce all'Ecomuseo del Lago d'Orta e Mottarone.